# Шалайка
Шала́йка (сложносоставное слово от шакал + лайка; до 2018 чаще соба́ка Сули́мова) — российский гибрид шакала (около четверти) и ненецкой оленегонной лайки (около трёх четвертей), выведенный Климом Сулимовым в 1983 году (первые попытки скрещивания Сулимовым шакала и ненецкой лайки относятся к 1975 году). В 2018 году породная группа шалайка официально признана Российской кинологической федерацией (РКФ).
Шалайки обладают экстраординарным нюхом, что наряду с их неприхотливостью, выносливостью и хорошей управляемостью позволяет успешно использовать их как поисковых собак в полиции, службах безопасности аэропортов, армии. Сохраняют работоспособность при температурах от −70 °C до +50 °C, переняв эти полярные качества от, соответственно, ненецких лаек и шакалов.

## Название

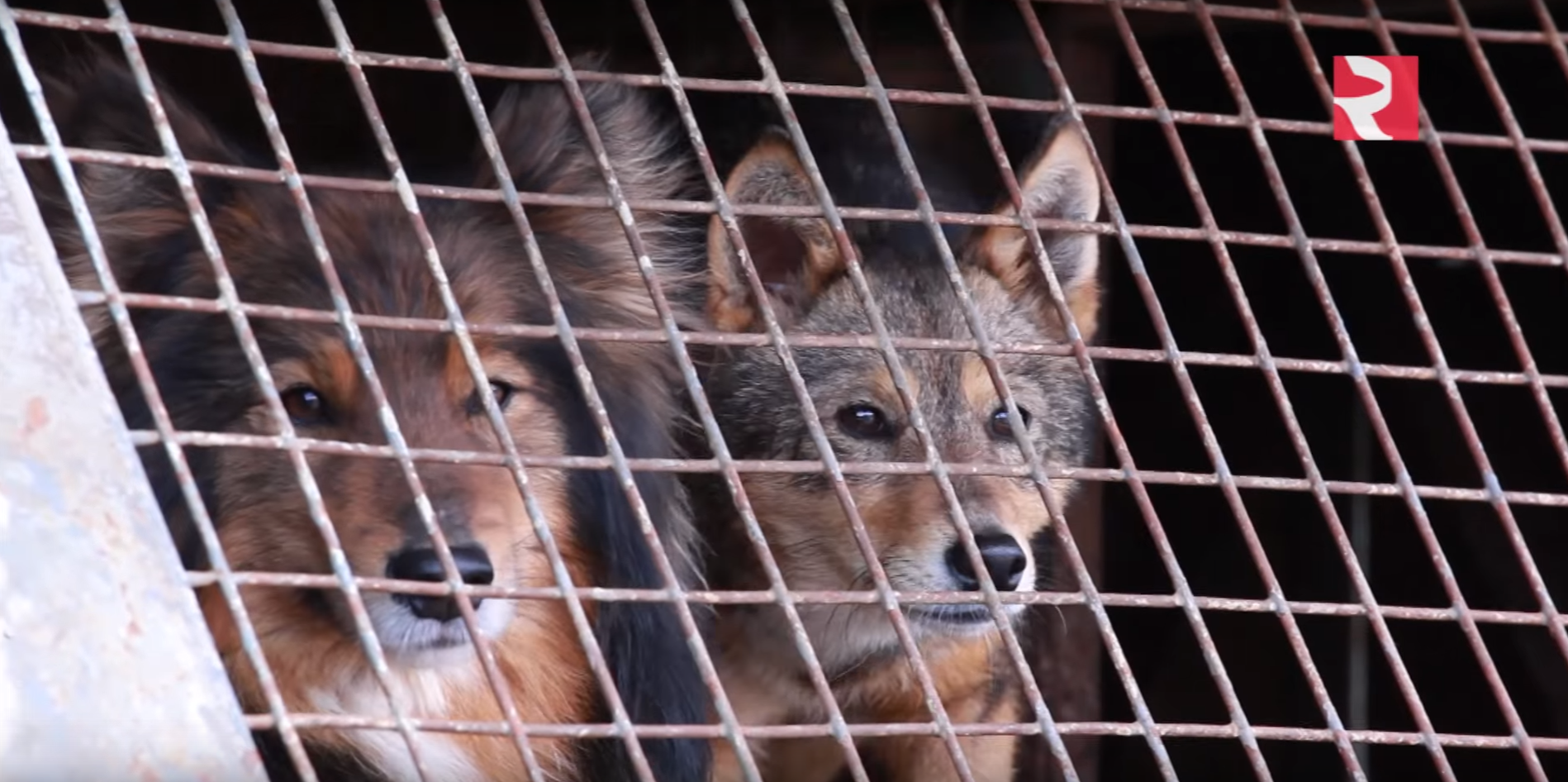
Шалайки

Официальное наименование породной группы шалайка искусственно образовано как сложносоставное слово от шакал + лайка. До признания породной группы Российской кинологической федерацией (РКФ) в 2018 году особи чаще назывались собака Сулимова — по фамилии основателя.
Другие встречающиеся названия собаки — квартерон (квартерон; от кварты, четверти шакала в гибриде), шакалайка (от шакал + лайка). Шуточное название — шабака (от шакал + собака).

## История
Первоначально для скрещивания были взяты ненецкая лайка и среднеазиатский шакал обыкновенный. Порода была выведена Климом Сулимовым. Сулимов так охарактеризовал собственную породу: «Мои собаки сочетают способности лаек, способных работать при температурах около −70 °C, со способностями шакалов, которые любят жару до +40 °C. Они идеальны для нашей страны».
В процессе выведения породы щенки шакала мужского пола вскармливались суками ненецкой оленегонной лайки, чтобы произошло запечатление образа собаки. Шакалы женского пола воспринимали кобелей ненецкой оленегонной лайки легче. Метисные особи тяжело поддавалась дрессировке, поэтому их снова скрестили с ненецкой лайкой, чтобы получить особей, состоящих в родстве с шакалами лишь на четверть. Эти собаки были небольшими, проворными, обучаемыми и имели отличное обоняние. Изначально эти гибриды использовались в одорологической лаборатории ЭКЦ МВД СССР. Двадцать пять собак Сулимова используются в аэропорту Шереметьево с целью поиска взрывчатых веществ. План разведения данных собак восходит к 1975 году, как лабораторных животных для одорологических исследований, как поисковых их начали использовать только в 2002 году.
19 декабря 2018 года породная группа «шалайка» была зарегистрирована в Российской кинологической федерации.
Бо́льшая часть шалаек сосредоточена в России, всего в мире их в настоящее время около ста. Ввиду сложности селекции, требующей работы с шакалами, и редкости шалаек, цены на лучших особей этой породной группы сейчас достигают крайне высоких величин.

## Стандарт породы «шакало-псовая собака — шалайка»
Стандарт породы «шакало-псовая собака — шалайка» утверждён решением президиума Российской кинологической федерации 15 июня 2018 года.
Страна происхождения: Россия.
Применение: Основное предназначение породы — распознавание запахов (детектор запахов). Внешний вид, размеры, вес, особенности шерстного покрова, физическая выносливость — делают удобным содержание и служебное применение породы. Возможно разностороннее применение, кроме защитной и караульной служб.
Классификация FCI: Группа 5. Шпицы и примитивные породы собак.
Краткая историческая справка: В селекции находится с 1975 года. Выведена российским ученым — биологом К. Т. Сулимовым. Получена путем гибридизации и сложных воспроизводительных скрещиваний домашней собаки и шакала обыкновенного (подвида Canis aureus moreoticus) с дальнейшим направленным отбором по рабочим качествам: чутьистости и работоспособности. В скрещиваниях использовались шакалы, оленегонные лайки и гладкошерстные фокстерьеры.
Полученная порода несёт приблизительно четверть кровей шакала. Порода успешно используется в службе авиационной безопасности ПАО «Аэрофлот» в качестве собак-детекторов запаха различных целевых веществ. Представители породы успешно сохраняют свою функциональность в сложных климатических условиях при широком диапазоне температур: от +40 (от субтропиков) до −35 (до субарктики).
Неприхотливы в содержании. Является достижением российской науки и кинологии.
Общий вид: шакало-псовая собака — типичный не крупный лайкоид, ниже среднего роста, гармоничного сложения, без признаков неповоротливости и грубости. Половой диморфизм не выражен или выражен слабо. Особый внешний вид собаке придает заметная «звероватость», выраженная во взгляде, разрезе и выражении глаз, пластичной мимике, чрезвычайно подвижных не крупных, стоячих ушах и строении головы в целом. Морда нетяжёлая с очень хорошо развитыми вибриссами. Крепкие и одновременно изящные конечности, закинутый на спину недлинный хвост, положение которого позволяет судить о психомоторном и рабочем состоянии собаки. Шёрстный покров с диким типом оброслости, средней длины, с грубым остевым волосом и мягким подшёрстком визуально создает впечатление более объёмной и глубокой собаки. Широкая гамма окрасов. У большинства собак встречается морфологическая особенность строения лап, которая выражается в сросшихся между собой подушечках центральных пальцев. Данную особенность строения подушечек передних и/или задних лап можно расценивать как морфологический признак, желательный для данной породной группы.
Важные пропорции:
- Длина корпуса несколько превышает высоту в холке (10:9).
- Длина передних конечностей до локтей немного превышает половину высоты собаки в холке.
- Длина морды несколько короче длины черепной части

Поведение/Темперамент: Собака живая, подвижная, умеренно дружелюбная, но по отношению к посторонним может проявлять осторожность и опасливость, требует деликатного осмотра в ринге. Быстро вырабатываются устойчивые условные связи. Собака способна к обучению разнообразным навыкам, имеет хорошее обоняние. Агрессивное поведение по отношению к человеку не свойственно.
Голова: Длинная, но соразмерная корпусу, достаточно легкая, по форме клиновидная.
Черепная часть: Длина черепной части слегка превышает её ширину. Линии черепа и морды параллельны. Череп умеренно широкий и неглубокий. При осмотре сверху немного сужается к глазам. Затылочная часть теменной кости удлинена. Данная особенность строения черепа дает возможность большей подвижности ушной раковины. При осмотре в профиль череп плоский или слегка выпуклый. Лобная бороздка неглубокая.
Стоп (переход ото лба к морде): Не резко выраженный, плавный.
Лицевая часть:
Морда: Не тяжелая и не грубая. Длина морды немного короче длины черепной части. При осмотре сверху и сбоку линии морды — равномерно сужаются к мочке носа. Спинка носа прямая. Для породы характерны хорошо развитые вибриссы на губах, щеках, надбровных дугах. Нижняя челюсть умеренно развита и выражена, подбородок при осмотре в профиль и спереди — не выступает.
Нос: Мочка носа средней величины. При осмотре в профиль чуть выступает за пределы морды. Предпочтительно черная, влажная, блестящая. У коричневых собак — в тон окраса.
Губы: Сухие, плотно прилегающие. Хорошо пигментированные.
Челюсть/Зубы: Челюсти сильные. Зубы достаточно крупные, белые. Резцы у основания расположены в одну линию. Прикус ножницеобразный, допускается прямой. Клыки с утолщённым основанием, длинные, с заметным наклоном назад, смыкаются в крепком замке.
Скулы: Развитые, плоские, не выступающие.
Глаза: Среднего размера, миндалевидные, косо посаженные, не запавшие и не на выкате; очень выразительные. Взгляд живой, острый и бдительный. Цвет глаз от светло-коричневого до темно-коричневого. У собак коричневого окраса глаза могут быть светлее, но желателен наиболее темный цвет. Пигментация век хорошо выражена.
Уши: Стоячие, чрезвычайно подвижные и чувствительные, относительно небольшие. По форме приближаются к равнобедренному треугольнику, с хорошо закругленной и глубокой у основания ушной раковиной. Поставлены высоко, умеренно широко, и далеко от глаз на черепе. Концы ушей чуть закруглены. Хорошо развит защитный волос внутри уха, мочка уха выражена слабо.
Шея: Средней длины и постава, сухая, мускулистая, в сечении овальная. С выраженным загривком. Почти без подвеса.
Корпус:
Линия верха: Ровная и крепкая.
Холка: Слегка выражена, средней длины.
Спина: Крепкая, прямая, широкая, мускулистая.
Поясница: Короткая, слегка выпуклая, широкая, мускулистая.
Круп: Умеренной длины, слегка наклонный с сильной, хорошо развитой мускулатурой.
Грудь: Умеренно глубокая, в сечении овальная. Нижняя линия груди почти достигает локтей. Передняя часть груди практически не выступает за пределы плече-лопаточных суставов или выступает незначительно. Изгиб ребер средний, последние ребра умеренно развиты.
Линия низа и живот: Умеренно подобран.
Хвост: По длине — до скакательного сустава или короче. Достаточно высоко посажен. В возбуждённом состоянии закинут на спину или на бок неплотным кольцом или полукольцом, в спокойном состоянии, а также в случае усталости и неуверенного поведения — опущен вниз серпом или поленом. Опушен равномерно.
Конечности: Крепкие, сухие, без чрезмерной массивности костяка, с достаточно выраженными углами сочленений.
Передние конечности: При осмотре спереди — прямые и параллельные. Костяк умеренной крепости. Угол плече-лопаточных сочленений составляет приблизительно 105—110 градусов.
Лопатки: Плотно прилегающие, очень подвижные, умеренно наклонены.
Плечевые кости: Умеренно наклонены, не длинные.
Локти: Расположены впереди вертикальной линии, проведенной от высшей точки холки; направлены строго назад.
Предплечья: Сухие, крепкие, вертикальные.
Запястья: Упругие.
Пясти: Средней длины, наклонные.
Лапы передних конечностей: Овальные. Пальцы умеренной длины, крепкие, подвижные с прочными, направленными вниз, когтями. Подушечки упругие, эластичные, средние подушечки могут быть сросшимися, напоминая по форме сердечко — данная особенность является характерным морфологическим признаком, унаследованным от шакала и носит характер неполного доминирования. Подушечки лап пигментированы в тон окраса.
Задние конечности: Крепкие, сухие, мускулистые. При осмотре сзади — прямые и параллельные. Углы сочленений достаточно выражены. Костяк умеренной крепости.
Бёдра: Средней длины, довольно широкие, с хорошо развитой мускулатурой.
Коленные суставы (колени): Направлены вперёд, с умеренно выраженными углами сочленений.
Голени: Средней длинны. Мускулистые.
Скакательные суставы: Сухие, крепкие, подвижные, с хорошо выраженными углами сочленений.
Плюсны: Средней длины, вертикально поставленые.
Лапы задних конечностей: Чуть длиннее передних, в остальном, такие же, как и передние с теми же морфологическими особенностями. Наличие прибылых пальцев (полидактилия) на оценку не влияет. Прибылые пальцы могут быть купированы.
Движения: Свободные, легкие, скоординированные, быстрые. Характерный аллюр — рысь и иноходь. Легко переходит на галоп.
Кожный покров: Кожа средней плотности. Везде плотно прилегающая, без заметных складок.
Шерстный покров: Покровный волос грубый, толстый и прямой, средней длины, достаточно прилегающий. Более длинная шерсть на загривке, образует воротник. На голове и передней стороне конечностей более короткая и плотно прилегающая. На задней стороне бёдер (штаны) и на хвосте шерсть удлиненная и густая. Подшёрсток короткий, мягкий, густой.
Окрас: Возможно большое количество вариантов окраса. Чаще всего встречается зонарно-серый, зонарно-рыжий, рыжий различной интенсивности от насыщенного до светло-палевого, соболиный, с темной маской и без маски. Так же возможен черно-подпалый, чепрачный, коричневый, пятнистый. Все окрасы могут быть с белыми отметинами или без них. Небольшой крап на белых отметинах допустим.
Размеры и вес:
Рост: 38-42 см. С допуском ± 3 см.
Вес: не менее 7 кг и не более 15 кг.

### Недостатки/дефекты
Любое отклонение от вышеперечисленных положений следует рассматривать как недостаток/дефект, и серьёзность, с которой данный недостаток/дефект оценивается, должна пропорционально соответствовать степени его выраженности, а также его влиянию на здоровье и благополучие собаки.

### Серьёзные недостатки/пороки
- Грубость или рыхлость сложения, коротконогость.
- Выраженная высокопередость.
- Сырые губы и/или веки.
- Узкая, мелкая грудь.
- Резко скошенный круп.
- Неподвижно висящий хвост.
- Выпрямленные углы передних и/или задних конечностей.
- Саблистость.
- Отсутствие подшёрстка.
- Прямая, мягкая шерсть. Шелковистая шерсть.

### Дисквалифицирующие пороки
- Агрессивность или чрезмерная трусливость
- Любая собака, явно показывающая физические или поведенческие отклонения должна быть дисквалифицирована.
- Длинная шерсть. Крутой завиток или образование шнуров на любой части тела.
- Куцехвостость, купированный хвост.
- Полустоячие или висячие уши.
- Телесного цвета мочка носа.
- Недокус, перекус, перекос.
- Отсутствие клыков и хищных зубов.
- Клыки, растущие в десну или небо.
- Голубые глаза, разноглазие.
- Неуклюжесть, скованные движения.
- Голубой, тигровый, мраморный окрас.
- Гладкошёрстность.

### Особое внимание
- Кобели должны иметь два нормально развитых семенника, полностью опущенных в мошонку.
- Только функционально и клинически здоровые собаки, с присущими конкретной породе характерными признаками, могут использоваться в разведении.

### Публикации Клима Сулимова
- Сулимов К. Т. Особенности гибридизации домашней собаки // Друг. — 2003. — № 5.

### Интервью с Климом Сулимовым
- Богуславская Ольга. Запах зла. Собачий нос может помочь даже там, где генетическая экспертиза бессильна // Московский комсомолец. — 2007. — 23 марта.

### Другие публикации
- Шабака такая // Новая газета. — № 87. — 2002. — 25 ноября.
- Шакал овчарку обскакал // Экспресс-газета. — 2004. — 7 июня.
- catta. Собачья работа // Живой Журнал. — 2006. — 2 мая.